# Biblioteca Digital Curt Nimuendajú
A Biblioteca Digital Curt Nimuendajú, assim nomeada em homenagem ao etnólogo Curt Nimuendajú, é uma biblioteca digital que funciona como um repositório de conteúdos sobre as línguas e culturas indígenas da América do Sul. O acervo inclui livros raros, teses, dissertações, artigos, mapas e imagens sobre povos originários da Colômbia, Bolívia, Peru e Brasil, entre outros países.
No site da Biblioteca, é possível fazer pesquisas segundo formato de arquivo, autor ou palavra-chave. Também é possível visualizar os últimos materiais adicionados ao acervo. O acesso é gratuito. O site também hospeda o periódico eletrônico Cadernos de Etnolingüística: Estudos de Lingüística Sul-Americana.

## Coleções selecionadas
- Coleção Aryon Rodrigues
- Coleção Lucy Seki
- Coleção Geraldo Lapenda
- Coleção Emil Heinrich Snethlage
- Coleção Renato Nicolai
- Projeto Aldevan Baniwa